# 国网山西省电力公司
国网山西省电力公司是国家电网公司在山西省的全资子公司。

## 历史沿革
1949年4月，中国人民解放军太原市军事管制委员会接管西北实业公司电业处。同年6月，太原电力公司成立，属太原公营轻重工业管理处管辖。11月，划归燃料工业部华北电业公司。12月2日，改太原电力公司为华北电业管理总局太原电业局。
1950年5月25日，燃料工业部撤销了华北电业管理总局，组建电业管理总局管辖全国电业，太原电业局直属电业管理总局领导。1952年12月1日，重新组建华北电业管理局，太原电业局隶属其领导。
1957年，太原电业局与大同一电厂合并，成立山西省电业局，于1958年1月1日起由电力工业部直接领导。
1958年2月11日，山西省电业局划归水利电力部领导。同年，山西省人民委员会作出关于设置山西省电力工业厅的通知，决定从7月3日开始办公，隶属山西省人民委员会领导。
1963年4月11日，国务院国经周字276号文批转水利电力部关于改变山东、山西、内蒙古电力工业管理体制的报告，同意3省(区)实行以部为主的部、省(区)双重领导的方案。6月山西省电力工业厅正式改组为水利电力部山西电业管理局。
1967年1月17日，山西电业管理局革命造反委员会夺权，“中国人民解放军山西省军区驻山西电业管理局抓革命促生产军管小组”和“水利电力部山西电业管理局革命委员会”成立。1968年3月22日，“山西电业管理局革命委员会”成立。1968年5月3日，“山西电业管理局军事管制小组”撤消。1969年9月13日，中国人民解放军山西省军区、4642部队对山西电业管理局实行军事管制，9月15日，“中国人民解放军山西省电业管理局军事管制委员会”成立。9月29日，经山西省革命委员会批准，山西省电业管理局成立了“三结合”的革命委员会。1970年1月起，山西省电业管理局革命委员会更名为山西省革命委员会电业局，变为由省、部双重领导，以省为主的管理体制。
1973年～1974年10月，军事管制逐步解除，军代表先后撤出军管单位，军事管制委员会（小组）随之撤销；1975年6月，山西省革命委员会电业局更名为山西省电力工业管理局。
1980年1月，华北电业管理局正式成立，山西省电力工业管理局归其领导，并更名为山西省电力工业局。
1989年1月18日，根据能源部(急件)能源电(1989)64号文决定，山西省电力公司成立。
2013年8月，更名为国网山西省电力公司